# Lauren Ashley Carter
Lauren Ashley Carter (...) è un'attrice statunitense.

## Filmografia
- Darling (2015)
- Jug Face (2013)
- Senza freni (2012)
- Mantua (2011)
- The Prodigies (2011)
- The Woman (2011)
- Rising Stars (2010)

### Serie Televisive
- Law & Order - Unità vittime speciali (2011)

### Cortometraggi
- Jack's Not Sick Anymore (2012)
- Waiting Room (2008)